# Układ rozrodczy
Układ rozrodczy, układ płciowy (łac. systema genitale) – układ narządów służących do wytwarzania gamet i wyprowadzania ich samych, bądź osobników potomnych na zewnątrz organizmu.
U prymitywnych form układ ten nie występuje, np. u gąbek gamety wytwarzane są w dowolnej części mezoglei z archeocytów, a u płaskowców powstają z przekształconych komórek nabłonka brzuchowego. W najprostszych przypadkach układ rozrodczy ograniczony jest do gruczołów rozrodczych, czyli gonad, które zawierają komórki prapłciowe zdolne do mejozy i produkcji gamet. Gonady te pękają, uwalniając gamety, które wędrują między komórkami organizmu by wydostać na zewnątrz niego. Dalszym stopniem komplikacji tego układu jest pojawienie się gonoduktów, czyli dróg rodnych, które służą wyprowadzaniu gamet. Ponadto pojawiać się mogą różne narządy dodatkowe, zwłaszcza u gatunków o zapłodnieniu wewnętrznym czy żyworodnych. Układ ten może być bardzo złożony nawet u form prymitywnych, jak np. wrotki.
U stułbiopławów gonady są pochodzenia ektodermalnego, u innych dwuwarstwowców endodermalnego, a u trójwarstwowców mezodermalnego.
Wyróżnia się trzy typy tego układu w zależności od produkowanych gamet:
- żeński układ płciowy
- męski układ płciowy
- obojnaczy układ płciowy.

U kręgowców, w tym człowieka, układ ten bywa wraz z układem moczowym łączony w układ moczowo-płciowy.